# Державна безпека
Державна безпека — стан захищеності  суспільства, людей, інститутів державної влади, суверенітету, територіальної цілісності, обороноздатності   та  громадського порядку. 
Державна безпека — є складовою  національної безпеки.

## Державна безпека України
Стаття 17 Конституції України визначає, що «захист суверенітету і територіальної цілісності України, забезпечення її економічної та інформаційної безпеки є найважливішими функціями держави, справою всього Українського народу.
Оборона України, захист її суверенітету, територіальної цілісності і недоторканності покладаються на Збройні Сили України.
Забезпечення державної безпеки і захист державного кордону України покладаються на відповідні військові формування та правоохоронні органи держави, організація і порядок діяльності яких визначаються законом.»
Закон «Про національну безпеку України» надає наступне визначення терміну: «державна безпека - захищеність державного суверенітету, територіальної цілісності і демократичного конституційного ладу та інших життєво важливих національних інтересів від реальних і потенційних загроз невоєнного характеру». Майже ідентичне визначення дається терміну  «національна безпека України - захищеність державного суверенітету, територіальної цілісності, демократичного конституційного ладу та інших національних інтересів України від реальних та потенційних загроз».
Державна безпека - це безпека: державно-політичного, конституційно легітимізованого політичного ладу держави від змін його неконституційним шляхом; державотворення і конструктивної політики задля стабільності суспільства; політичного суверенітету; територіальної цілісності України і недоторканності її кордонів; інститутів державної влади; національно-державних інтересів у сфері економіки задля ефективної реалізації соціального призначення держави – забезпечення подальшого розвитку особи, суспільства та держави.
Забезпечення державної безпеки, як призначення, законодавчо визначено для Служби безпеки України. Водночас безпеку держави забезпечують також інші державні органи. Основним негативним фактором впливу для належної організації діяльності у цій сфері є незакінчена адміністративна реформа, що має на меті уніфікацію системи центральних органів виконавчої влади. Також необхідним є належне визначення правового статусу так званих “допоміжних” органів при Президентові України та виокремлення відповідного обсягу їх повноважень, що безпосередньо пов’язані із гарантуванням державного суверенітету і територіальної цілісності держави. 
Державна безпека є:
- внутрішня — передбачає систему законів, спрямованих на охорону державних інтересів у гуманітарній, політичній та економічній сферах та проведення ефективної внутрішньої політики держави, яка забезпечує цю систему заходів;
- зовнішня — діяльність державних органів щодо забезпечення суверенітету, територіальної недоторканності та обороноздатності держави, забезпечує мирне життя, вирішення проблем у гуманітарній, політичній та економічній сферах.

В значній мірі завдання забезпечення державної безпеки покладається  на Службу безпеки України  та Національну гвардію України.  
Служба безпеки України - державний орган спеціального призначення з правоохоронними функціями, який забезпечує державну безпеку України. На Службу безпеки України покладається у межах визначеної законодавством компетенції захист державного суверенітету, конституційного ладу, територіальної цілісності, науково-технічного і оборонного потенціалу України, законних інтересів держави та прав громадян від розвідувально-підривної діяльності іноземних спеціальних служб, посягань з боку окремих організацій, груп та осіб, а також забезпечення охорони державної таємниці. До завдань Служби безпеки України також входить попередження, виявлення, припинення та розкриття кримінальних правопорушень проти миру і безпеки людства, тероризму та інших протиправних дій, які безпосередньо створюють загрозу життєво важливим інтересам України. ( Ст. 1,2 Закону України «Про Службу безпеки України»).
На Національну гвардію України, зокрема згідно закону покладено  виконання завдань із забезпечення державної безпеки і захисту державного кордону, припинення терористичної діяльності, діяльності незаконних воєнізованих або збройних формувань (груп), терористичних організацій, організованих груп та злочинних організацій. До основних функцій Національної гвардії України закон відносить: захист конституційного ладу України, цілісності її території від спроб зміни їх насильницьким шляхом, забезпечення охорони органів державної влади, охорона ядерних установок та об’єктів критичної інфраструктури, участь у спеціальних операціях щодо протидії диверсійній та терористичній діяльності, участь у припиненні масових заворушень, оборона важливих державних об’єктів. ( ст. 1, 2 Закону України «Про Національну гвардію України).

## Нормативні акти
Конституція України: чинне законодавство станом на 01 січня 2020  р. Київ: Норма права, 2020.  100 с.
Закон України «Про національну безпеку України». Відомості Верховної Ради України. 2018. № 31. Ст.241. Із змінами, внесеними згідно із законами України № 522-IX від 04.03.2020, ВВР, 2020. № 34. Ст.241 - № 1702-IX від 16.07.2021 ( вводиться в дію з 01.01.2022). URL: https://zakon.rada.gov.ua/laws/show/2469-19#n355
Закон України «Про службу безпеки України». Відомості Верховної Ради України. 1992. № 27. Ст. 382; 2000. Із змінами і доповненнями, внесеними згідно із Законами України URL: http:///www.zakon.rada.gov.ua
Закон України «Про Національну гвардію України». Відомості Верховної Ради. 2014. № 17. ст. 594. Із змінами, внесеними згідно із Законами. URL: https://zakon.rada.gov.ua/laws/show/876-18#Text
Закон України  «Про оборону України». Відомості Верховної Ради України. 1992. № 9. Ст.106. Із змінами, внесеними згідно із законами України. URL:  https://zakon.rada.gov.ua/laws/show/1932-12#Text
Міжнародна конвенція про боротьбу з актами ядерного тероризму. Прийнята 13 квітня 2005 року Резолюцією 59/290 Генеральної Асамблеї ООН. Конвенцію ратифіковано Законом України № 3533-IV ( 3533-15 ) від 15.03.2006. Відомості Верховної Ради України. 2006.  № 33. С. 1227. Ст. 286. 
Стратегія кібербезпеки України. Затверджена Указом Президента України від 26 серпня 2021 року № 447/2021. Офіційний вісник України від 10.09.2021. 2021. № 70. стор. 42, стаття 4417, код акта 106911/2021. URL: https://zakon.rada.gov.ua/laws/show/447/2021#n12
Стратегія інформаційної безпеки. Затверджено Указом Президента України від 28 грудня 2021 року № 685/2021. Урядовий кур'єр. 2021. № 251. URL: https://zakon.rada.gov.ua/laws/show/685/2021#Text. 